# Эльбурган
Эльбу́рган (абаз. Албыргӏан) — аул в Абазинском районе Карачаево-Черкесской Республики.
Образует муниципальное образование «Эльбурганское сельское поселение», как единственный населённый пункт в его составе.

## География
Аул расположен на правом берегу реки Малый Зеленчук, в западной части Абазинского района. Находится в 0,2 км к северу от районного центра Инжич-Чукун и в 34 км к юго-западу от города Черкесск.
Площадь территории сельского поселения составляет — 75,79 км².
Граничит с землями населённых пунктов: Инжич-Чукун и Хабез на юге, Зеюко на севере и Кубина на востоке.
Населённый пункт расположен в предгорной зоне. Рельеф в основном представляет собой холмистую местность с резкими перепадами относительных высот. К востоку от села начинаются постепенно поднимающиеся горные гряды. Перепады относительных высот составляют более 500 м. Средние высоты на территории села составляют 657 м над уровнем моря. Наивысшей точкой местности является гора Эльбурган-Ахуа (1262 м), расположенная к юго-востоку от аула.
Верховья окрестных хребтов заняты лесами, низовья в основном используются для сельскохозяйственных нужд.
Гидрографическая сеть в основном представлена рекой Малый Зеленчук. В районе аула в Малый Зеленчук впадают его правые притоки — Малый Бабук и Эльбурган.
Климат умеренный влажный с тёплым летом и прохладной зимой. Средняя годовая температура воздуха составляет +9,5°С. Наиболее холодный месяц — январь (среднемесячная температура —1,5°С), а наиболее тёплый — июль (+20,0°С). Заморозки начинаются в середине ноября и заканчиваются в середине апреля. Среднегодовое количество осадков составляет около 780 мм в год. Основная их часть приходится на период с мая по июль.

## Этимология
Происхождение названия аула окончательно не выяснено. По одной из версий (Дж. Н. Коков), топоним «Эльбурган» имеет тюркское происхождение и переводится как «селение, в котором развернули вражеское войско».

## История
Аул на своём нынешнем месте основан в 1865 году. Согласно российским источникам середины XIX века, на месте современного села Койдан, в долине реки Абазинка, располагался Бибердовский аул (абаз. Бибаркт), население которого позднее переселилось в местность Джанатоши.
К 1860 году Бибердовский аул расположился в долине реки Маруха, а в 1865 году окончательно переселился на правый берег реки Малый Зеленчук.
До установления советской власти аул носил своё историческое название — Бибердовский (абаз. Бибаркт), по названию абазинского княжеского рода, владевшего аулом.
В 1929 году постановлением Президиума ВЦИК населённый пункт Бибердовский был переименован в Эльбурган.

## Население
| 2002  | 2010  | 2012  | 2013  | 2014  | 2015  | 2016  |
| ----- | ----- | ----- | ----- | ----- | ----- | ----- |
| 1944  | ↗2495 | ↗2501 | ↘2486 | ↘2483 | ↗2491 | ↗2501 |
| 2017  | 2018  | 2019  | 2020  | 2021  | 2023  | 2024  |
| ↗2504 | ↘2501 | ↗2513 | ↘2498 | ↗2507 | ↗2518 | ↘2517 |

Плотность — 33.21 чел./км².
Национальный состав
По данным Всероссийской переписи населения 2010 года:
| Народ   | Численность, чел. | Доля от всего населения, % |
| ------- | ----------------- | -------------------------- |
| абазины | 2230              | 89,4 %                     |
| черкесы | 201               | 8,1 %                      |
| русские | 27                | 1,1 %                      |
| другие  | 37                | 1,5 %                      |
| всего   | 2495              | 100 %                      |

## Образование
- Средняя общеобразовательная школа — ул. Ленина, 30.
- Дошкольное учреждение Детский Сад «Алёнушка» — ул. Абхазская, 37.

## Здравоохранение
- Участковая больница — ул. Ленина, 81.

## Культура
- Сельский дом культуры — ул. Ленина, 1.
- Сельская библиотека — ул. Ленина, 30.

В ауле действует международная абазинская общественная организация «Алашара».

## Ислам
До Октябрьской революции 1917 года аул Бибердовский был одним из центров исламского духовного просвещения на территории Черкесии. В нём располагалось несколько мечетей и школа мусульманского просвещения, которые были закрыты в начале 1930-х годов.
Ныне в ауле функционирует одна мечеть.

## Улицы
| Абазинская  |
| Абрикосовая |
| Абхазская   |
| Айсанова    |
| Виноградная |
| Вишнёвая    |
| Восточная   |
| Горная      |
| Зелёная     |
| Камова      |

| Кумукова   |
| Ленина     |
| Мира       |
| Набережная |
| Новая      |
| Павлова    |
| Перегонная |
| Пушкина    |
| Родниковая |
| Советская  |

| Спортивная |
| Табулова   |
| Тенистая   |
| Терешкова  |
| Торговая   |
| Тукова     |
| Широкая    |
| Школьная   |
| Шоссейная  |
| Шхаева     |

## Известные уроженцы
- Табулов Татлустан Закериевич (1879—1956) — абазинский и черкесский писатель-поэт.
- Микеров Умар (1847—1891) — арабист, народный просветитель.